# Акмен, Анна Яновна
Анна Яновна Акмен (род. 1928) — латышская советская учительница, депутат Верховного Совета СССР. Заслуженная учительница Латвийской ССР.

## Биография
Родилась в 1928 году. Латышка. Член КПСС с 1959 года. Образование высшее — окончила Латвийский государственный университет.
С 1952 года заведующая учебной частью средней школы. В 1960—1962 годах — директор средней школы, а с 1962 года — директор Лиепненской школы-интерната Алуксненского района Латвийской ССР.
Депутат Совета Национальностей Верховного Совета СССР 9 созыва (1974—1989) от Алускненского избирательного округа № 297 Латвийской ССР. Член Комиссии по народному образованию, науке и культуре Совета Национальностей.